# 能项符号
能项符号是量子力学中描述多电子原子中（总）角量子数的缩写符号（实际上单个电子也可以用能项符号来描述）。具有给定电子排布的原子的每个能级不仅由电子排布来描述，还由其能项符号来描述，因为能级还取决于包括自旋在内的总角动量。考虑原子的能项符号时，通常假定存在自旋-轨道耦合现象。原子的基态能项符号由洪特规则预测。
能项一词的使用是基于里德堡-里兹组合原理：频谱线的波数可以表示为两个能级之差。后来由玻尔模型进行了总结，该模型确定了具有量子化能级的能项（乘以hc，其中h是普朗克常数，而c是光速），并确定了与光子能量相关的光谱波数（再次乘以hc）。

## 旋轨耦合与符号
对于轻原子，自旋-轨道相互作用很小，因此总角量子数L和总自旋量子数S是好量子数。 L和S之间的相互作用称为LS耦合（自旋-轨道耦合）或Russell-Saunders耦合（以Henry Norris Russell和Frederick Albert Saunders的名字命名，他们在1925年对此进行了描述）。用以下形式的能项符号可以很好地描述原子状态：
{\displaystyle ^{2S+1}L_{J}}
其中
S为总自旋量子数，2S+1为自旋多重度，表示L≥S条件下，对给定L和S，总角动量量子数J的可能状态数。（如果L<S，则可能的J的最大数目为2L+1）这可以通过式Jmax = L + S与Jmin = |L − S|很容易地证明：J的可能状态数为Jmax − Jmin + 1。
L是总角量子数的光谱符号。前17个角量子数对应的光谱符号为：
| L = | 0 | 1 | 2 | 3 | 4 | 5 | 6 | 7 | 8 | 9 | 10 | 11 | 12 | 13 | 14 | 15 | 16 | ...                  |
|     | S | P | D | F | G | H | I | K | L | M | N  | O  | Q  | R  | T  | U  | V  | (依字母顺序)[注释 1] |
S、P、D、F四个符号是根据与s、p、d、f轨道对应的光谱线的特性得出的：锐线系（sharp）、主线系（principal）、漫线系（diffuse）和基线系（fundamental）；其余的按字母顺序从G开始命名，只是省略了J。当用于描述原子中的电子状态时，能项符号通常遵循电子构型。 例如，碳原子的一个低能级的能项符号表示为1s22s22p2 3P2。 上标3表示自旋状态是三重态，因此S=1（2S+1=3），P是L=1的光谱符号，下标2是J的值。使用相同的规则，可将碳的基态表示为1s22s22p2 3P0。

## 脚注
1. ↑  角动量值大于20（符号Z）的光谱符号没有官方约定。对此，许多作者开始使用希腊字母（α，β，γ，…）。不过需要这种表示法的场合很少。